# Gelson Fernandes
Pour les articles homonymes, voir Fernandes.
Gélson da Conceição Tavares Fernandes dit Gelson Fernandes est un ancien footballeur international suisse originaire du Cap-Vert, né le 2 septembre 1986 à Praia sur l'île de Santiago (Cap-Vert). Il jouait au poste de milieu défensif.
Il est le cousin de l'international suisse Edimilson Fernandes, de l'international portugais Manuel Fernandes, de l'espoir suisse Cabral et du portugais Elton Monteiro. Il annonce sa retraite sportive le 14 mai 2020 après 17 années au niveau professionnel.

## Biographie
Né le 2 septembre 1986 à Praia (île de Santiago au Cap-Vert), il est élevé par sa grand-mère jusqu'à ses cinq ans, ses parents ayant quitté le Cap-Vert pour la Suisse alors qu'il avait un an pour « trouver une vie meilleure ».
Il arrive donc en Valais à l'âge de cinq ans.
Vers 13-14 ans, il prend conscience de son envie de devenir footballeur professionnel.

### Carrière en club

#### FC Sion
Il est issu de la Fondation foot jeunesse Sion Valais, l'école de jeune du FC Sion en Suisse.
Gelson gravit tous les échelons dans le club jusqu'à l'équipe première, malgré plusieurs problèmes au genou[réf. nécessaire].
Il débute en équipe première du FC Sion en 2004.
Lors de la saison 2006-2007, il est capitaine de l'équipe de Suisse espoirs qui dispute les éliminatoires pour l'Euro espoirs 2007. Cette saison-là, il joue 32 matchs à Sion et son talent attire des clubs comme Bolton, Newcastle ou Manchester City.

#### Manchester City
En 2007, il signe un contrat de quatre ans avec Manchester City pour le montant de 9,2 millions de francs suisses. Sven-Göran Eriksson a dit de lui qu'il était "le meilleur joueur suisse de l'année". En une saison, il réussit à s'imposer dans le club mancunien, participe à son premier match en équipe nationale suisse le 22 août 2007 et joue l'Euro 2008. Il marque son premier but avec son équipe nationale le 28 mars 2009 contre la Moldavie.

#### AS Saint-Étienne
En manque de temps de jeu avec Manchester City, Gelson signe un contrat de quatre ans à l'AS Saint-Étienne. L'indemnité de transfert est évaluée à 3,5 millions d'euros.
Après des débuts difficiles sous le maillot vert, il s'installe petit-à-petit au milieu grâce à une certaine combativité et un bon état d'esprit sans pour autant convaincre, à l'image de l'équipe qui obtient des résultats médiocres pour finir 17e en championnat.
Le 30 août 2010, il est prêté avec option d'achat pour une saison au Chievo Vérone Serie A. Néanmoins, le club italien ne parvient pas à lever l'option d'achat en fin de saison.

#### Leicester City Football Club
Gelson Fernandes se voit contraint de retourner dans le Forez, où il est jugé indésirable et ne rentre pas dans les plans de Christophe Galtier. Le club le prête alors à Leicester City, équipe dirigée par Sven-Göran Eriksson ancien entraîneur de Fernandes à Manchester City. Leicester City est un club de D2 anglaise (EFL Championship) qui nourrit l'ambition de remonter en Premier League. Ses débuts sont convaincants et, le 9 septembre 2011, Fernandes déclare se sentir bien à Leicester.
Le 21 septembre 2011, toutefois, son pénalty manqué en seizièmes de finale de la League Cup, contre Cardiff City, provoque l'élimination de son équipe. Son entraîneur Sven-Göran Eriksson relativise en disant de lui : « Normalement, il ne tire pas les pénalties, mais quand vous devez choisir sept tireurs et que vous avez déjà fait trois remplacements, alors ça revient à des joueurs qui n'y sont pas forcément habitués. Demain, il aura oublié ça. »
Mais quelques semaines plus tard, Eriksson quitte le club en raison des mauvais résultats et Fernandes anticipe son départ, prévu au mois de mai, et retourne à Saint-Étienne dès l'ouverture du mercato d'hiver, le 4 janvier 2012.

#### Udinese
Le 5 janvier 2012, il est prêté à l'Udinese jusqu'à la fin de la saison. Mais après avoir joué quelques matchs, le club italien ne le conserve pas et Gelson Fernandes retourne à Saint-Étienne.

#### Sporting Club du Portugal
Début juillet 2012, il signe au Sporting Portugal. Mais il ne réussit pas à s'imposer et il est prêté au club de ses débuts le FC Sion de janvier à mai 2013.
Il revient en Suisse avec l'envie de s'imposer dans son club formateur et de l'aider à retrouver la Coupe d'Europe. Malheureusement, l'instabilité liée aux résultats et aux changements d'entraîneurs (Víctor Muñoz puis Gennaro Gattuso puis Michel Decastel en cinq mois) ne permets pas au club valaisan d'atteindre la Ligue Europa.

#### SC Fribourg
Gelson Fernandes rejoint le 27 juin 2013 le club allemand du SC Fribourg pour un contrat de longue durée, le montant du transfert étant de 500 000 €.

#### Stade rennais FC
Le 4 août 2014, Gelson Fernandes est transféré au Stade rennais FC, avec lequel il signe un contrat de quatre ans.

#### Eintracht Francfort
Le 2 juin 2017, il rejoint l'Eintracht Francfort pour 0,5M€ et pour une durée de trois saisons. Il est le capitaine de cette équipe.
Le 14 mai 2020, il annonce la fin de sa carrière professionnel.

### Carrière en sélection nationale suisse
Gelson compte neuf sélections avec l'équipe de Suisse espoirs. Il participe aux éliminatoires du championnat d'Europe espoirs en 2006 puis en 2007. Par ailleurs, il officie comme capitaine lors d'un match amical contre la Suède en juin 2007.
Il obtient sa première sélection en équipe nationale de Suisse A le 21 août 2007 lors d'une victoire 2-1 contre les Pays-Bas à Genève ou il joue 67 minutes. Köbi Kuhn en fait un titulaire au milieu de terrain avec Gökhan Inler, et Fernandes disputera la totalité des matchs de la Nati lors de l'Euro 2008 organisé en Suisse et en Autriche, mais l'équipe de Suisse ne passera pas le premier tour. Sous Ottmar Hitzfeld, l'entraîneur allemand lui préfère Benjamin Huggel mais cela n'empêchera pas Gelson Fernandes de marquer son premier but avec la Nati contre la Moldavie (2-0) le 28 mars 2009.
Fernandes est ensuite retenu pour la Coupe du monde 2010 organisée en Afrique du Sud ou il se retrouve titulaire comme milieu offensif gauche. Le 16 juin 2010, il marque le but de la victoire 1-0 contre l'Espagne, à la 52e minute et cela sera le seul but suisse de la compétition. Hitzfeld continue ensuite de l’appeler en sélection mais Gelson est barré au milieu de terrain par Valon Behrami, Granit Xhaka ou encore Blerim Džemaili. Il est toutefois retenu pour disputer la Coupe du monde 2014 au Brésil. Avec Vladimir Petković, Fernandes reste un remplaçant de luxe, et il est de nouveau présent avec la Nati lors de l'Euro 2016 disputé en France, où il joue trois matchs sur quatre.
Gelson Fernandes met un terme à sa carrière internationale après la Coupe du monde 2018 en Russie, avec un total de 67 sélections pour deux buts,.

## Statistiques

### Générales
| Saison                | Club                     | Championnat           | Championnat | Championnat | Coupe nationale | Coupe nationale | Coupe de la Ligue | Coupe de la Ligue | Compétition(s) continentale(s) | Compétition(s) continentale(s) | Compétition(s) continentale(s) | Suisse | Suisse | Total | Total |
| Saison                | Club                     | Division              | M.          | B.          | M.              | B.              | M.                | B.                | Comp.                          | M.                             | B.                             | M.     | B.     | M.    | B.    |
| 2004-2005             | FC Sion                  | Challenge League      | 2           | 0           | 1               | 0               | -                 | -                 | -                              | -                              | -                              | -      | -      | 3     | 0     |
| 2005-2006             | FC Sion                  | Challenge League      | 24          | 0           | 5               | 0               | -                 | -                 | -                              | -                              | -                              | -      | -      | 29    | 0     |
| 2006-2007             | FC Sion                  | Super League          | 35          | 1           | 3               | 2               | -                 | -                 | C3                             | 2                              | 1                              | -      | -      | 40    | 4     |
| Sous-total            | Sous-total               | Sous-total            | 61          | 1           | 9               | 2               | -                 | -                 | -                              | 2                              | 1                              | -      | -      | 72    | 4     |
| 2007-2008             | Manchester City          | Premier League        | 26          | 2           | 3               | 0               | 3                 | 0                 | -                              | -                              | -                              | 11     | 0      | 43    | 2     |
| 2008-2009             | Manchester City          | Premier League        | 17          | 1           | 1               | 0               | 1                 | 1                 | C3                             | 8                              | 0                              | 6      | 1      | 33    | 3     |
| Sous-total            | Sous-total               | Sous-total            | 43          | 3           | 4               | 0               | 4                 | 1                 | -                              | 8                              | 0                              | 17     | 1      | 76    | 5     |
| 2009-2010             | AS Saint-Étienne         | Ligue 1               | 33          | 0           | 3               | 0               | 2                 | 0                 | -                              | -                              | -                              | 11     | 1      | 49    | 1     |
| 2010-2011             | Chievo Vérone (prêt)     | Serie A               | 29          | 2           | 0               | 0               | -                 | -                 | -                              | -                              | -                              | 5      | 0      | 34    | 2     |
| 2011-2012             | Leicester City FC (prêt) | FL Championship       | 15          | 1           | 0               | 0               | 3                 | 0                 | -                              | -                              | -                              | 4      | 0      | 22    | 1     |
| 2011-2012             | Udinese Calcio (prêt)    | Serie A               | 16          | 1           | 1               | 0               | -                 | -                 | C3                             | 0                              | 0                              | 1      | 0      | 18    | 1     |
| Sous-total            | Sous-total               | Sous-total            | 93          | 4           | 4               | 0               | 5                 | 0                 | -                              | 6                              | 0                              | 21     | 1      | 129   | 5     |
| 2012-2013             | Sporting Portugal        | Primeira Liga         | 6           | 0           | 0               | 0               | -                 | -                 | C3                             | 6                              | 0                              | 3      | 0      | 15    | 0     |
| 2012-2013             | FC Sion (prêt)           | Super League          | 14          | 0           | 2               | 0               | -                 | -                 | -                              | -                              | -                              | 1      | 0      | 17    | 0     |
| Sous-total            | Sous-total               | Sous-total            | 20          | 0           | 2               | 0               | -                 | -                 | -                              | 6                              | 0                              | 4      | 0      | 32    | 0     |
| 2013-2014             | SC Fribourg              | Bundesliga            | 30          | 1           | 3               | 0               | -                 | -                 | C3                             | 5                              | 0                              | 6      | 0      | 44    | 1     |
| Sous-total            | Sous-total               | Sous-total            | 30          | 1           | 3               | 0               | -                 | -                 | -                              | 5                              | 0                              | 6      | 0      | 44    | 1     |
| 2014-2015             | Stade rennais FC         | Ligue 1               | 33          | 0           | 2               | 0               | 1                 | 0                 | -                              | -                              | -                              | 4      | 0      | 40    | 0     |
| 2015-2016             | Stade rennais FC         | Ligue 1               | 33          | 1           | 2               | 0               | 2                 | 0                 | -                              | -                              | -                              | 6      | 0      | 43    | 1     |
| 2016-2017             | Stade rennais FC         | Ligue 1               | 27          | 0           | 0               | 0               | 1                 | 0                 | -                              | -                              | -                              | 6      | 0      | 34    | 0     |
| Sous-total            | Sous-total               | Sous-total            | 93          | 1           | 4               | 0               | 3                 | 0                 | -                              | -                              | -                              | 16     | 0      | 116   | 1     |
| 2017-2018             | Eintracht Francfort      | Bundesliga            | 19          | 0           | 3               | 0               | -                 | -                 | -                              | -                              | -                              | 3      | 0      | 25    | 0     |
| 2018-2019             | Eintracht Francfort      | Bundesliga            | 28          | 1           | -               | -               | -                 | -                 | C3                             | 9                              | 0                              | -      | -      | 37    | 1     |
| 2019-2020             | Eintracht Francfort      | Bundesliga            | 11          | 0           | 2               | 0               | -                 | -                 | C3                             | 9                              | 0                              | -      | -      | 22    | 0     |
| Sous-total            | Sous-total               | Sous-total            | 58          | 1           | 5               | 0               | -                 | -                 | -                              | 18                             | 0                              | 3      | 0      | 84    | 1     |
| Total sur la carrière | Total sur la carrière    | Total sur la carrière | 398         | 11          | 31              | 2               | 12                | 1                 | -                              | 45                             | 1                              | 67     | 2      | 553   | 17    |

### Buts internationaux
| 00  | Date         | Lieu                                        | Compétition                            | Résultat | Adversaire | Détail | Détail        | Détail | Sél. |
| --- | ------------ | ------------------------------------------- | -------------------------------------- | -------- | ---------- | ------ | ------------- | ------ | ---- |
| 1er | 28 mars 2009 | Stade Zimbru, Chișinău, Moldavie            | Éliminatoires Coupe du monde 2010      | V 0-2    | Moldavie   | 90+3e  | de la tête    | 0-2    | 17e  |
| 2e  | 16 juin 2010 | Stade Moses-Mabhida, Durban, Afrique du Sud | Premier tour de la Coupe du monde 2010 | V 0-1    | Espagne    | 52e    | du pied droit | 0-1    | 25e  |

## Palmarès

### En club
FC Sion
- Coupe de Suisse
  - Vainqueur : 2006

 Eintracht Francfort
- Coupe d'Allemagne
  - Vainqueur : 2018

## Vie privée
Gelson parle couramment sept langues : le français, l'allemand, l'italien, l'anglais, l'espagnol, le portugais et le créole.
Il est le cousin des footballeurs Manuel Fernandes, Edimilson Fernandes, Cabral et Elton Monteiro.